# Хребет Карпинского
Хребет Карпинского  — горный хребет в южной части острова Парамушир, входящем в состав северной группы Большой гряды Курильских островов.
Назван в честь русского и советского учёного-геолога, палеонтолога и горного инженера, академика Александра Петровича Карпинского.
В осевой части хребта Карпинского размещаются гора Личкова, гора Баркова, гора Топор, гора Белоусова, гора Архангельского, гора Шатского, гора Ломоносова, гора Павлова, вулкан Карпинского, вулкан Татаринова и вулкан Чикурачки. Горы и вулканы хребта Карпинского имеют линейно-гнездовое расположение.
Протяженность – 32 км. В основе хребта Карпинского находится геологический фундамент третичного периода, состоящий из осадочно-вулканогенных пород. Остальная конструкция хребта представлена вулканогенным комплексом четвертичного периода. Самой высокой точкой хребта Карпинского является вулкан Чикурачки высотой 1816 метров над уровнем моря.